# Swiss-Prot

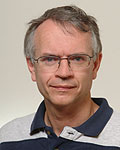
Amos Bairoch

Swissprot est une banque de données biologiques de séquences protéiques où les informations sont saisies et vérifiées manuellement. Swiss-Prot a été créé en 1986 par Amos Bairoch durant son doctorat et développé par l'Institut suisse de bioinformatique et l'Institut européen de bio-informatique.  Swiss-Prot s'efforce de fournir des séquences de protéines fiables, des annotations sur celle-ci (comme la description de la fonction d'une protéine, ses modifications post-traductionnelles, ses domaines et sites, ses structures, la similarité à d'autres protéines, les maladies associées, etc.) limitant les redondances et possédant de nombreux liens avec d'autres banques.